# Neojanacus perplexus
Neojanacus perplexus es una especie de molusco gasterópodo de la familia Hipponicidae.

## Distribución geográfica
Se encuentra  en Nueva Zelanda.